# Associazione Calcio Padova 1953-1954
Questa pagina raccoglie i dati riguardanti l'Associazione Calcio Padova nelle competizioni ufficiali della stagione 1953-1954.

## Stagione
Il Padova nella stagione 1953-1954 partecipa alla Serie B e si classifica al tredicesimo posto con 29 punti, a pari merito con l'Alessandria, il Pavia e il Treviso, un punto sopra la zona retrocessione.

## Rosa
| N. |                   | Ruolo | Calciatore          |
| -- | ----------------- | ----- | ------------------- |
|    | Italia (bandiera) | P     | Giorgio Bolognesi   |
|    | Italia (bandiera) | P     | Giuseppe Casari     |
|    | Italia (bandiera) | P     | Armando Nadalet     |
|    | Italia (bandiera) | D     | Giuliano Allegri    |
|    | Italia (bandiera) | D     | Vinicio Lazzarini   |
|    | Italia (bandiera) | D     | Elvio Matè          |
|    | Italia (bandiera) | D     | Franco Mori         |
|    | Italia (bandiera) | D     | Edoardo Orlando     |
|    | Italia (bandiera) | D     | Luigi Rudelli       |
|    | Italia (bandiera) | D     | Aurelio Scagnellato |
|    | Italia (bandiera) | D     | Gastone Zanon       |

| N. |                   | Ruolo | Calciatore           |
| -- | ----------------- | ----- | -------------------- |
|    | Italia (bandiera) | D     | Corrado Zorzin       |
|    | Italia (bandiera) | A     | Marcello Agnoletto   |
|    | Italia (bandiera) | A     | Carlo Avedano        |
|    | Italia (bandiera) | A     | Benito Meroni        |
|    | Italia (bandiera) | A     | Bruno Novello        |
|    | Italia (bandiera) | A     | Francesco Pantaleoni |
|    | Italia (bandiera) | A     | Sergio Pison         |
|    | Italia (bandiera) | A     | Rinaldo Settembrini  |
|    | Italia (bandiera) | A     | Giovanni Sperotto    |
|    | Italia (bandiera) | A     | Giorgio Stivanello   |
|    | Italia (bandiera) | A     | Giuliano Turatti     |

## Risultati

### Campionato

#### Girone di andata
| 13 settembre 1953 1ª giornata | Padova | 2 – 3 | Monza |  |

| 20 settembre 1953 2ª giornata | Como | 4 – 0 | Padova |  |

| 27 settembre 1953 3ª giornata | Padova | 0 – 1 | Lanerossi Vicenza |  |

| 4 ottobre 1953 4ª giornata | Salernitana | 2 – 1 | Padova |  |

| 11 ottobre 1953 5ª giornata | Padova | 0 – 0 | Modena |  |

| 18 ottobre 1953 6ª giornata | Cagliari | 3 – 0 | Padova |  |

| 8 novembre 1987 7ª giornata | Padova | 2 – 2 | Fanfulla |  |

| 1º novembre 1953 8ª giornata | Alessandria | 1 – 1 | Padova |  |

| 21 settembre 1947 9ª giornata | Padova | 0 – 1 | Verona |  |

| 22 novembre 1953 10ª giornata | Brescia | 2 – 0 | Padova |  |

| 29 novembre 1953 11ª giornata | Padova | 2 – 0 | Marzotto Valdagno |  |

| 6 dicembre 1953 12ª giornata | Padova | 5 – 2 | Pavia |  |

| 20 dicembre 1953 13ª giornata | Treviso | 1 – 1 | Padova |  |

| 27 dicembre 1953 14ª giornata | Padova | 0 – 0 | Messina |  |

| 1º gennaio 1947 15ª giornata | Padova | 1 – 1 | Catania |  |

| 10 gennaio 1954 16ª giornata | Piombino | 1 – 0 | Padova |  |

| 17 gennaio 1954 17ª giornata | Pro Patria | 3 – 0 | Padova |  |

#### Girone di ritorno
| 31 gennaio 1954 18ª giornata | Monza | 0 – 0 | Padova |  |

| 7 febbraio 1954 19ª giornata | Padova | 1 – 0 | Como |  |

| 14 febbraio 1954 20ª giornata | Lanerossi Vicenza | 1 – 0 | Padova |  |

| 21 febbraio 1954 21ª giornata | Padova | 2 – 0 | Salernitana |  |

| 28 febbraio 1954 22ª giornata | Modena | 1 – 1 | Padova |  |

| 7 marzo 1954 23ª giornata | Padova | 1 – 1 | Cagliari |  |

| 14 marzo 1954 24ª giornata | Fanfulla | 2 – 0 | Padova |  |

| 21 marzo 1954 25ª giornata | Padova | 1 – 0 | Alessandria |  |

| 28 marzo 1954 26ª giornata | Verona | 2 – 0 | Padova |  |

| 4 aprile 1954 27ª giornata | Padova | 3 – 0 | Brescia |  |

| 18 aprile 1954 28ª giornata | Marzotto Valdagno | 1 – 0 | Padova |  |

| 25 aprile 1954 29ª giornata | Pavia | 2 – 1 | Padova |  |

| 2 maggio 1954 30ª giornata | Padova | 2 – 0 | Treviso |  |

| 9 maggio 1954 31ª giornata | Messina | 0 – 1 | Padova |  |

| 16 maggio 1954 32ª giornata | Catania | 1 – 1 | Padova |  |

| 23 maggio 1954 33ª giornata | Padova | 2 – 0 | Piombino |  |

| 30 maggio 1954 34ª giornata | Padova | 2 – 2 | Pro Patria |  |

## Statistiche

### Statistiche di squadra
| Competizione | Punti | In casa | In casa | In casa | In casa | In casa | In casa | In trasferta | In trasferta | In trasferta | In trasferta | In trasferta | In trasferta | Totale | Totale | Totale | Totale | Totale | Totale | DR |
| Competizione | Punti | G       | V       | N       | P       | Gf      | Gs      | G            | V            | N            | P            | Gf           | Gs           | G      | V      | N      | P      | Gf     | Gs     | DR |
| ------------ | ----- | ------- | ------- | ------- | ------- | ------- | ------- | ------------ | ------------ | ------------ | ------------ | ------------ | ------------ | ------ | ------ | ------ | ------ | ------ | ------ | -- |
| Serie B      | 29    | 17      | 8       | 6       | 3       | 26      | 13      | 17           | 1            | 5            | 11           | 7            | 27           | 34     | 9      | 11     | 14     | 33     | 40     | -7 |

### Statistiche dei giocatori
| Giocatore      | Serie B  | Serie B |
| Giocatore      | Presenze | Reti    |
| -------------- | -------- | ------- |
| M. Agnoletto   | 25       | 3       |
| G. Allegri     | 2        | 0       |
| C. Avedano     | 18       | 2       |
| G. Bolognesi   | 5        | -10     |
| G. Casari      | 26       | -25     |
| V. Lazzarini   | 21       | 0       |
| E. Matè        | 18       | 0       |
| B. Meroni      | 16       | 3       |
| F. Mori        | 27       | 1       |
| A. Nadalet     | 3        | -5      |
| B. Novello     | 16       | 2       |
| E. Orlando     | 7        | 0       |
| F. Pantaleoni  | 18       | 2       |
| S. Pison       | 28       | 10      |
| L. Rudelli     | 2        | 0       |
| A. Scagnellato | 32       | 0       |
| R. Settembrini | 23       | 0       |
| G. Sperotto    | 20       | 0       |
| G. Stivanello  | 24       | 7       |
| G. Turatti     | 1        | 0       |
| G. Zanon       | 21       | 0       |
| C. Zorzin      | 21       | 2       |